# ティー・バイ・ティー・ガレージ presents さややパルプンテラジオ
『ティー・バイ・ティー・ガレージ presents さややパルプンテラジオ』（ティー・バイ・ティー・ガレージ プレゼンツ さややパルプンテラジオ）は、2015年1月4日から同年8月30日までエフエム北海道（AIR-G'）で放送されていたラジオ番組である。

## 概要
AKB48のメンバーで北海道別海町出身の川本紗矢が、地元北海道で初冠番組・初ラジオパーソナリティーを務める番組。番組名は、ドラゴンクエストシリーズの唱えると何が起こるかわからない呪文「パルプンテ」のように、いい意味で何が起こるかわからないような番組にしたいというコンセプトで名付けられた。また、番組内のBGMや効果音にもドラクエシリーズのサウンド（特にファミコン時代のサウンド）が使用されていた。番組開始当初は、隔週替わりでAKB48のメンバーがゲストパートナーとして登場していた。

## メインパーソナリティー
- 川本紗矢（AKB48チームB） - ニックネーム:さやや

## ゲストパートナー
- 渡辺麻友（2015年1月1日[注 2]、4日、11日）
- 倉持明日香（2015年1月18日、25日）
- 田名部生来（2015年2月1日、8日）
- 大島涼花（2015年2月15日、22日）
- 大和田南那（2015年3月1日、8日）
- 高橋朱里（2015年3月15日、22日）
- 内山奈月（2015年3月29日、4月5日）

## コーナー
もっとさややを知って欲しい、質問パルプンテBOX
リスナーから募集した質問に答えるコーナー。
北海道なまらコレクション
視聴者から募集した「なまら（北海道弁で『すごく、たいそうな』）」なものを紹介する。
20世紀アイドルソング･ライブラリー
20世紀に活躍したアイドルの曲をお勉強するコーナー。
ワールドドッグ・プロジェクト
北海道の道東地方で砂糖をかけて食される「フレンチドッグ（砂糖がけのアメリカンドッグ）」を色々とアレンジしていくコーナー。

## 放送時間・ネット局
| 放送地域 | 放送局             | 放送期間               | 放送日時                                   | 備考    |
| -------- | ------------------ | ---------------------- | ------------------------------------------ | ------- |
| 北海道   | エフエム北海道     | 2015年1月4日 - 8月30日 | 日曜日 21:00 - 21:30                       | 制作局  |
| 北海道   | FMなかしべつ放送   | 2015年1月3日 - 9月5日  | 土曜日 15:00 - 15:30                       | 6日遅れ |
| 新潟県   | エフエムラジオ新潟 | 2015年1月3日 - 8月29日 | 日曜日 1:00 - 1:30（土曜日 25:00 - 25:30） | 6日遅れ |

### 過去のネット局
| 放送地域 | 放送局           | 放送期間               | 放送日時                                   | 備考       |
| -------- | ---------------- | ---------------------- | ------------------------------------------ | ---------- |
| 山形県   | エフエム山形     | 2015年1月3日 - 3月28日 | 日曜日 3:00 - 3:30（土曜日 27:00 - 27:30） | 6日遅れ    |
| 福岡県   | エフエム福岡     | 2015年1月3日 - 3月28日 | 日曜日 3:30 - 4:00（土曜日 27:30 - 28:00） | 6日遅れ    |
| 熊本県   | エフエム熊本     | 2015年1月3日 - 3月28日 | 日曜日 2:30 - 3:00（土曜日 26:30 - 27:00） | 6日遅れ    |
| 沖縄県   | エフエム沖縄     | 2015年1月3日 - 3月28日 | 日曜日 0:30 - 1:00（土曜日 24:30 - 25:00） | 6日遅れ    |
| 秋田県   | エフエム秋田     | 2015年1月1日 - 6月25日 | 木曜日 19:00 - 19:30                       | 4日遅れ    |
| 石川県   | エフエム石川     | 2015年1月2日 - 6月26日 | 金曜日 21:00 - 21:30                       | 5日遅れ    |
| 静岡県   | 静岡エフエム放送 | 2015年1月3日 - 6月27日 | 日曜日 1:00 - 1:30（土曜日 25:00 - 25:30） | 6日遅れ    |
| 青森県   | エフエム青森     | 2015年1月4日 - 6月28日 | 日曜日 21:00 - 21:30                       | 同時ネット |
| 岩手県   | エフエム岩手     | 2015年1月4日 - 6月28日 | 月曜日 0:30 - 1:00（日曜日 24:30 - 25:00） | 210分遅れ  |